# Longtan (sockenhuvudort i Kina, Jiangsu Sheng, lat 32,17, long 119,05)
Longtan (kinesiska: 龙潭, 龙潭街道) är en sockenhuvudort i Kina. Den ligger i provinsen Jiangsu, i den östra delen av landet, omkring 26 kilometer nordost om provinshuvudstaden Nanjing. Antalet invånare är 23 980. Befolkningen består av 11 804 kvinnor och 12 176 män. Barn under 15 år utgör 8,0 %, vuxna 15-64 år 76 %, och äldre över 65 år 14,0 %.
Runt Longtan är det mycket tätbefolkat, med 1 956 invånare per kvadratkilometer. Närmaste större samhälle är Zhenzhou, 16,9 km nordost om Longtan. Trakten runt Longtan består till största delen av jordbruksmark.
Genomsnittlig årsnederbörd är 1 277 millimeter. Den regnigaste månaden är juli, med i genomsnitt 262 mm nederbörd, och den torraste är december, med 31 mm nederbörd.